# Moniquirá
Moniquirá là một thị xã và đô thị thuộc Boyacá Department, Colombia, thuộc phân vùng Ricaurte. Thị xã này nổi tiếng với "bocadillos" và "panelitas de leche" (loại bánh ngọt).